# Efraín Amador Piñero
Efraín Amador Piñero (1947) é um compositor, professor e guitarrista cubano. 
É conhecido por suas pesquisas acadêmicas sobre instrumentos indígenas e vários métodos de composições para com esses instrumentos.